# ورزشگاه کاله
ورزشگاه کاله مجموعه ورزشگاه چند منظوره متعلق به باشگاه کاله مازندران است. این ورزشگاه شامل سالن ۱۰٬۰۰۰ نفری برای ورزش‌های والیبال، کشتی، فوتسال و بسکتبال است.

## سازه
سالن ده هزار نفری کاله در زمینی به مساحت ۴۳ هزار مترمربع با ۱۹ هزار متر مربع مساحت سازه بتنی با بالاترین سطح استانداردهای بین‌المللی ساخته خواهد شد.
کف مکان ورزشی ۵۰ در ۳۸ متر و از سالن‌های سرپوشیده چندمنظوره با سازه بتنی، پوشش سقف فضا کار و گنبدی است که از کاسه وسط سالن مجموعه ورزشی آزادی هم بیشتر است.

## سالن و گنجایش
سالن ده هزار نفری کاله تنها سالن استاندارد ده هزار نفری ایران است. در این سالن به همین تعداد صندلی برای آن جانمایی شده است که از نظر استاندارد گنجایش از سالن دولتی سالن دوازده هزار نفری آزادی صندلی بیشتری در آن قرار دارد. در ابتدا قرار بود ظرفیت سالن هشت هزار نفری باشد اما قبل از شروع ساخت سالن به ده هزار نفر ارتقا یافت.

## طراحی
طراحی سالن ده هزار نفری کاله، حلزونی شکل است و توسط مهندیس آتک آرشیتکت در ۱۴۲ صفحه طراحی شده است.
طراحی سالن دارای دو انحناها در دو طرف است و همچنین طراحی نورپردازی سالن به شکلی مدرن توسط شرکت کارولا انجام شده است.

## امکانات
به غیز از سالن اصلی، ورزشگاه دارای یک سالن بدنسازی است. همچنین در سالن ده هزار نفری کاله مجهزترین امکانات ورزشی و تصویر برداری در آن تعبیه می‌شود.
همچنین کمپ اختصاصی نیز ضمیمه سالن ورزشگاه است. استخر و کافه و رستوران نیز در ورزشگاه قرار دارد.